# بش‌کایناک (بتلیس)
بش‌کایناک (به ترکی استانبولی: Beşkaynak) یک منطقهٔ مسکونی در ترکیه است که در بیتلیس واقع شده‌است.